# ŠVK Tatran Banská Bystrica
ŠVK Tatran Banská Bystrica – słowacki klub siatkarski z siedzibą w Bańskiej Bystrzycy, założony w 2001 roku jako VK Hydroterm Banská Bystrica. Obecną nazwę przyjął w 2003 roku. Specjalizuje się w szkoleniu dzieci i młodzieży jako szkolny klub sportowy.
W 2023 roku utworzono męski zespół składający się głównie z uczniów lokalnych szkół oraz studentów Uniwersytetu Mateja Bela w Bańskiej Bystrzycy. Drużyna otrzymała licencję na grę w najwyższej klasie rozgrywkowej, extralidze, w której zadebiutowała w sezonie 2023/2024. W debiutanckim sezonie występowała pod nazwą ŠVK Tatran Banská Bystrica–Slovenská Ľupča, natomiast od sezonu 2024/2025 startuje jako ŠVK Tatran Slovenská Ľupča–UMB Banská Bystrica.
Drużyny młodzieżowe korzystają z sal sportowych lokalnych szkół, natomiast zespół z extraligi rozgrywa mecze w hali sportowej Szkoły Podstawowej im. Sama Cambela (słow. Základná škola Sama Cambela) w gminie Slovenská Ľupča.

## Historia

### Początki działalności i rozwój strukturalny klubu
Klub powstał 22 czerwca 2001 roku jako VK Hydroterm Banská Bystrica przy wsparciu Szkoły Podstawowej przy ul. Pieninskiej 27 w Bańskiej Bystrzycy. 8 sierpnia 2001 roku został zarejestrowany w Słowackim Związku Piłki Siatkowej (słow. Slovenská volejbalová federácia, SVF).
Od początku działalności klub skupiał się na pracy z młodymi zawodniczkami. W roku szkolnym 2003/2004 przyjął obecną nazwę – ŠVK Tatran Banská Bystrica. Na mocy umowy zawartej pomiędzy klubem, szkołą, SVF i miastem Bańska Bystrzyca utworzono Szkolne Centrum Sportowe (słow. Školské športové stredisko, ŠŠS). Szkoła podstawowa przy ul. Tatranskiej udostępniła salę gimnastyczną na potrzeby treningów. W tym czasie funkcjonowały trzy zespoły: młodszych i starszych dziewcząt oraz kadetek.
W odpowiedzi na spadek liczby młodzieży w regionie, nawiązano współpracę z VK Milanotrade Banská Bystrica, co umożliwiło kontynuację szkolenia we wszystkich kategoriach wiekowych. Z początkiem roku szkolnego 2013/2014, po pozytywnej weryfikacji działalności przez SVF, klub uzyskał status ośrodka utalentowanej młodzieży (słow. útvar talentovanej mládeže, ÚTM). Wówczas powstała również sekcja chłopców, których treningi odbywały się w Szkole Podstawowej przy ul. Spojovej. W kolejnych latach klub kontynuował działalność w formie szkolenia dzieci i młodzieży, regularnie wystawiając drużyny w różnych kategoriach wiekowych w najważniejszych zawodach na Słowacji.

### Powstanie drużyny męskiej i dołączenie do extraligi
W 2023 roku podjęto inicjatywę utworzenia męskiego zespołu, opartego na uczniach szkół średnich i studentach Uniwersytetu Mateja Bela w Bańskiej Bystrzycy (UMB), z myślą o udziale w najwyższej klasie rozgrywkowej – extralidze. 21 lutego 2023 roku ŠVK Tatran Banská Bystrica złożył do Komisji ds. Rozgrywek SVF wniosek o nadzwyczajne dopuszczenie do ekstraligi, mimo że nie uczestniczył w rozgrywkach 1. ligi w poprzednim sezonie. Rada Nadzorcza SVF, podczas posiedzenia w dniu 17 maja 2023 roku, przyznała klubowi licencję.
Wsparcia organizacyjnego drużynie z Bańskiej Bystrzycy udzieliła gmina Slovenská Ľupča, udostępniając halę sportową przy Szkole Podstawowej im. Sama Cambela, która spełniała wymagania infrastrukturalne extraligi. W związku z tym zespół przyjął nazwę ŠVK Tatran Banská Bystrica–Slovenská Ľupča.

### Udział w extralidze
ŠVK Tatran Banská Bystrica–Slovenská Ľupča zadebiutował w extralidze 23 września 2023 roku meczem przeciwko TJ Slávia Svidník, który zakończył się wynikiem 3:0 na korzyść drużyny ze Svidníka. Głównym trenerem zespołu był Martin Nemec. Tatran zakończył debiutancki sezon na 7. miejscu wśród 8 startujących drużyn.
7 października 2024 roku klub podpisał umowę o współpracy z Uniwersytetem Mateja Bela, a zespół przyjął nazwę ŠVK Tatran Slovenská Ľupča–UMB Banská Bystrica. W sezonie 2024/2025 na stanowisku głównego trenera Martina Nemeca zastąpił Michal Šimo. Drużyna zakończyła rozgrywki ligowe na ostatnim, 7. miejscu.

## Bilans sezonów
| Sezon                             | Rozgrywki ligowe | Rozgrywki ligowe | Puchar      |
| Sezon                             | Poziom           | Miejsce          | Puchar      |
| --------------------------------- | ---------------- | ---------------- | ----------- |
| 2023/2024                         | Extraliga        | 7/8              | ćwierćfinał |
| 2024/2025                         | Extraliga        | 7/7              | ćwierćfinał |
| Poziom rozgrywek: pierwszy poziom |                  |                  |             |

Źródło: 

## Trenerzy
| Okres     | Imię i nazwisko | *      |
| --------- | --------------- | ------ |
| 2023–2024 | Martin Nemec    | [ 10 ] |
| 2024–     | Michal Šimo     | [ 11 ] |